# کوچوک برهانیه (جیحان)
کوچوک برهانیه (به ترکی استانبولی: Küçükburhaniye) یک منطقهٔ مسکونی در ترکیه است که در جیحان واقع شده‌است.